# Rolls-Royce Silver Seraph
O Rolls-Royce Silver Seraph foi um sedan de grande porte manofaturado e comercializado pela Rolls-Royce de 1998 a 2002. Este carro é equipado com um motor V12. Foram fabricados, no total, 1570 Silver Seraphs, até ao fim de produção em 2002. A sua primeira aparição ocorreu a 3 de março de 1998 no Salão Internacional do Automóvel em Genebra, substituiu o Silver Spirit, que acabou a produção inem 1997. A produção do Silver Seraph acabou quando a licença de comércio para usar a marca Rolls-Royce foi vendida para a BMW, que começou a manofaturar os carros numa nova corporação: Rolls-Royce Motor Cars.

## Desenvolvimento
O desenvolvimento do Silver Seraph começou no final da década de 1980, com o trabalho de design começando em outubro de 1990. Em abril de 1991, o design conceitual foi congelado e aprovado pela gerência em junho de 1991.  Após vários melhoramentos, o design definitivo foi alcançado em 1994. A 28 de julho de 1995, as patentes de design foram registadas para o Rolls-Royce Silver Seraph  e o Bentley Arnage, utilizando protótipos de design de produção como representações. O desenvolvimento foi concluído após quase uma década, no final de 1997, com modelos de produção piloto sendo produzidos no início de 1998 com placas de registo R396 DTU. O Silver Seraph foi lançado no Salão Automóvel de Genebra de 1998.

## Descrição
Além da grade do radiador, emblemas e rodas, o Seraph era externamente idêntico ao Bentley Arnage contemporâneo , compartilhando a sua plataforma e carroçaria. Ele era movido pelo motor BMW M73 , um motor V12 de liga de alumínio de 5,4 L acoplado a uma transmissão automática de 5 velocidades , tornando-o o primeiro Rolls-Royce de doze cilindros desde o Phantom III de 1939. O carro está em conformidade com os padrões de emissão Euro III .
A carroceria era 65 por cento mais rígida do que a de seu antecessor. A eletrônica padrão incluía gerenciamento digital do motor, controle de passeio adaptativo e freios antibloqueio. O exterior estava disponível em acabamentos de um e dois tons.
Por dentro, o Rolls-Royce Silver Seraph e o Bentley Arnage eram semelhantes, mas distintos. O seletor de marchas do Seraph era montado na coluna, e os medidores seguiam um layout tradicional da Rolls-Royce. Em ambos os carros, os assentos e o painel eram estofados em couro Connolly , com acabamento do painel e bandejas de piquenique dobráveis para passageiros traseiros revestidos com folheado de nogueira burl brilhante .
O Seraph era conhecido por sua aceleração relativamente limitada e manuseio confortável, em comparação ao Arnage, que tinha um V8 biturbo de seu próprio design e suspensão mais firme. No entanto, o Seraph ainda tinha uma velocidade máxima de 225 km/h ou 140 mph.
O RAC deu ao carro uma classificação de 7,6/10, afirmando que "O Silver Seraph marca um novo começo para a Rolls-Royce em sua busca para ser mais uma vez reconhecida como fabricante dos melhores carros do mundo. E é um esforço bastante confiável. 

## Produção
O modelo Seraph foi fabricado na fábrica da Rolls-Royce em Crewe , Inglaterra . Com um preço base de £ 155.175 no Reino Unido e $ 220.695 nos EUA , ele ficou em segundo lugar em custo e exclusividade, atrás apenas do Rolls-Royce Corniche , embora tenha se tornado o Rolls-Royce menos caro após a descontinuação do Silver Spur.
Um total de 1.570 Silver Seraphs foram fabricados antes do fim da produção em 2002, com os últimos 170 carros ostentando emblemas especiais nas asas, uma placa comemorativa, capas de espelhos cromadas, calotas Spirit of Ecstasy e emblemas vermelhos da Rolls Royce .

## Modelo Park Ward
Uma versão de 5 passageiros com distância entre eixos estendida do Silver Seraph chamada Park Ward estreou no Salão do Automóvel de Genebra de 2000. Introduzido para o ano modelo de 2001, ele teve 250 mm (9,8 pol.) adicionados ao tamanho das portas (principalmente a traseira), resultando em mais espaço para as pernas dos passageiros. A Rolls-Royce planejou inicialmente construir 200 unidades do modelo. No entanto, ele foi descontinuado após 2002, com um total de 127 unidades produzidas.  Foi o último modelo a usar o rótulo Park Ward.